# Ludwig Ferdinand Hesse

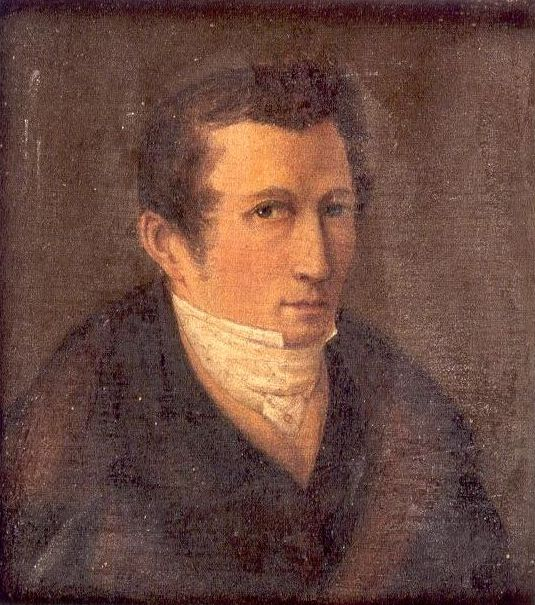
Ludwig Ferdinand Hesse, troligen målad av Eduard Gaertner omkring 1845.

Ludwig Ferdinand Hesse, född 23 januari 1795 i Belgard an der Persante (nuv. Białogard), död 8 maj 1876 i Berlin, var en tysk byggmästare, hovarkitekt och konstnär, huvudsakligen verksam i Berlin och Potsdam.

## Byggnader i urval
- 1859–1860 Schloss Lindstedt, Potsdam
- 1847–1863 Belvedere auf dem Pfingstberg, Potsdam
- 1851–1864 Orangerieschloss, Potsdam